# Pachnobia arufa
Pachnobia arufa là một loài bướm đêm trong họ Noctuidae.